# 波利奧韋 (希里亞葉韋區)
47°17′16″N 30°24′2″E / 47.28778°N 30.40056°E
波利奧韋（烏克蘭語：Польове）是位於烏克蘭西南部的村莊，由敖德萨州贝雷济夫卡区的新卡利切韋市鎮負責管轄。該村始建於1897年，面積0.58平方公里，海拔高度139米，2001年人口117，人口密度每平方公里201.72人。